# Eilema vetusta
Eilema vetusta är en fjärilsart som beskrevs av Walker 1854. Eilema vetusta ingår i släktet Eilema och familjen björnspinnare. Inga underarter finns listade i Catalogue of Life.